# Джеймс Келлі
Джеймс Т. Келлі (англ. James T. Kelley; 10 липня 1854 — 12 листопада 1933) — американський актор німого кіно ірландського походження.

## Життєпис
Народився 10 липня 1854 в Каслбар (Ірландія), емігрував в США. Почав співпрацювати з Чарлі Чапліном в 1915 році на кіностудії «Essanay Studios», продовжив працювати з ним на Mutual Film, знявся в цілому ряді короткометражних комедій за участю Чарлі Чапліна. Помер 12 листопада 1933 року в Нью-Йорку.

## Фільмографія
- 1915 — Вечір у мюзик-холі / A Night in the Show — тромбоніст
- 1916 — Поліція / Police
- 1916 — Контролер універмагу / The Floorwalker — бородатий ліфтер
- 1916 — Пожежник / The Fireman — пожежний
- 1916 — Бродяга / The Vagabond
- 1916 — Граф / The Count — дворецький
- 1916 — Позикова каса / The Pawnshop — прохожий / жінка з акваріумом
- 1916 — За екраном / Behind the Screen
- 1916 — Скетинг-ринг / The Rink — батько
- 1917 — Тиха вулиця / Easy Street
- 1917 — Лікування / The Cure — бородатий посильний
- 1917 — Іммігрант / The Immigrant — старий
- 1918 — Собаче життя / A Dog's Life — людина з хот-догами
- 1918 — Потрійна неприємність / Triple Trouble — співаючий п'яниця
- 1921 — Вищий світ /Among Those Present — батько
- 1923 — Безпека в останню чергу! / Safety Last!